# Nerada mexicana
Neradaceae, Nerada, Neradidae
Famille
Genre
Espèce
Nerada mexicana est l’unique espèce de l'Embranchement des Bigyra (organisme  flagellé), du genre Nerada, décrite dans la classe des Bicosoecophyceae,  l’ordre des Pseudodendromonadales, et la famille des Neradidae.

## Étymologie
Le nom de genre Nerada a été donné en hommage à Thomas Nerad en reconnaissance du fait qu'il a mis en culture un grand nombre de zooflagellés alors qu'il était à l'American Type Culture Collection (ATCC).
L'épithète spécifique mexicana signifie « du Mexique », en référence au lieu d’origine de la culture de Pinaciophora (protiste de la famille des Pompholyxophryidae) dans laquelle a été trouvé ce flagellé.

## Description
Nerada se présente sous la forme de cellules hétérotrophes allongées avec deux cils inégaux insérés précisément à l'apex de la cellule ; le cil antérieur est de longueur similaire à la cellule, non acronématique, maintenu dans une seule courbe lisse d'un côté, battant pour propulser la cellule vers l'avant par des mouvements vers l'arrière de la moitié distale ; le cil postérieur se courbe près du corps cellulaire, de sorte que sa pointe acronématique s'étend légèrement derrière la cellule. Son noyau contient un seul nucléole central à environ 2 µm derrière l'apex de la cellule. Une ou plusieurs vacuoles contractiles sont disposées sur la face ventrale du noyau, fusionnant et s'allongeant antérieurement à mesure qu'elles se remplissent et s'arrondissant avant l'expulsion à côté de l'extrémité arrière du noyau. La surface cellulaire est molle et déformable mais pas amiboïde ; il y a ni sillon ni cytopharynx visibles. 
Nerada mexicana sont des cellules flagellées mesurant 5-10 µm de long, sur 2-5 µm de large. Le cil postérieur est environ 20% plus long que le cil antérieur. Généralement on observe postérieurement une vacuole irrégulière, plus grande que le noyau.

## Systématique
Le nom valide de ce taxon est Nerada mexicana Cavalier-Smith & Chao (d), 2006.

## Publication originale
- (en) Thomas Cavalier-Smith et Ema E-Yung Chao, « Phylogeny and Megasystematics of Phagotrophic Heterokonts (Kingdom Chromista) », Journal of Molecular Evolution, vol. 62,‎ 2006, p. 388–420 (ISSN 0022-2844, DOI 10.1007/s00239-004-0353-8, lire en ligne [PDF], consulté le 26 novembre 2024).